# MAN DM 12
| Vereinigte Maschinenfabrik Augsburg und Maschinenbaugesellschaft Nürnberg A. G. | Vereinigte Maschinenfabrik Augsburg und Maschinenbaugesellschaft Nürnberg A. G. |
| ------------------------------------------------------------------------------- | ------------------------------------------------------------------------------- |
| MAN DM 12                                                                       |                                                                                 |
| DM 12                                                                           |                                                                                 |
| Hersteller:                                                                     | MAN                                                                             |
| Produktionszeitraum:                                                            | 1902–1910                                                                       |
| Funktionsprinzip:                                                               | Diesel                                                                          |
| Bauform:                                                                        | Einzylinder, stehend                                                            |
| Hubraum:                                                                        | 9,9 Liter (9902 cm³)                                                            |
| Vorgängermodell:                                                                | keines                                                                          |
| Nachfolgemodell:                                                                | –                                                                               |

Der DM 12 ist ein langsamlaufender Einzylinder-Viertakt-Dieselmotor von MAN, der von Rudolf Diesel entwickelt wurde. Beim DM 12 handelt es sich um einen Dieselmotor der ersten Generation; ein 1903 gebautes Exemplar der Technische Hochschule Ostwestfalen-Lippe ist noch heute lauffähig. Er wurde von 1902 bis 1910 bei MAN 82-mal gebaut.

## Technik
Der Zylinder des Motors ist stehend angeordnet, mit einer Bohrung von 205 mm und einem Hub von 300 mm. Der Zylinder steht auf einem V-förmigen Maschinengestell, in dem unten die Kurbelwelle gelagert ist. Auf der Kraftabgabeseite des Motors ist ein großes Schwungrad angebracht. Gegenüber treibt die Kurbelwelle über ein kurzes Pleuel einen Kolbenkompressor an, der die Druckluft zum Einblasen des Treibstoffes erzeugt. Der Kreuzkopf des Kompressors liegt seinem Zylinder gegenüber, die Kolbenstange hat eine Aussparung für Pleuel und Kurbelwelle. Auf dieser Seite des Motors ist auch die Königswelle, die die neben dem Zylinder liegende Nockenwelle antreibt. Die Nockenwelle betätigt über Rollenkipphebel drei hängende Ventile: Auslass, Einlass und das Ventil zum Einblasen des  Treibstoffes. Die Nockenwelle treibt auch die Kraftstoffdosierpumpe an. Angelassen wird der Motor mit Druckluft, gekühlt wird er mit Umgebungsluft.

### Technische Daten
|                          | DM 12                                     |
| ------------------------ | ----------------------------------------- |
| Bauzeit                  | 1902–1910                                 |
| Bauart                   | Einzylinder, stehend, OHV-Ventilsteuerung |
| Bohrung × Hub, Hubraum   | 205 × 300 mm, 9902 cm3                    |
| Leistung bei 250 min−1   | 8.800 Watt                                |
| Maximales Drehmoment     | 343 Nm                                    |
| Drehmoment bei 250 min−1 | 336 Nm                                    |